# Le Salon privé
Le Salon privé est un tableau du peintre français Henri de Toulouse-Lautrec, créé en 1899 et conservé à la Courtauld Gallery de Londres.

## Noms
La peinture a été diversement intitulée : Joyant, le plus célèbre des biographes de Lautrec, a pris pour titre En cabinet particulier [Salon privé], mais l'œuvre est également connue sous les noms de Dîner en tête-â-tête et Le Rat Mort. Le Café-Bal du Rat Mort est un bar situé à Montmartre, et recherché, non seulement par les auteurs, mais aussi par les voleurs et les hommes à la recherche d'aventures, et l'intérieur a été meublé avec des canapés et autres meubles appropriés pour permettre des rencontres amoureuses épicées. Le Rat Mort, en fait, peut être considéré comme le véritable fief des cocottes, ces prostituées de la haute classe qui emmènent dîner avant de commettre des excentricités sexuelles.

## Description
Toulouse-Lautrec a réalisé Le Salon privé en 1899, après être sorti de la clinique dans laquelle il avait été hospitalisé pour abus d'alcool. En fait, c'est l'une des œuvres les plus importantes de la dernière manière du peintre. Ici on est dans un restaurant : au premier plan se trouve une femme. Quelle est son identité ? Il s'agit sans doute de Lucy Jordain, une des prostituées d'élite les plus populaires de Montmartre : elle porte une coiffe de gaze et une robe pathétiquement pompeuse, fière d'avoir conquis le rang le plus élevé de la hiérarchie des prostituées, comme en témoigne sa bouche rouge et charnue, enroulée dans un sourire hautain et dédaigneux. Est-elle là pour dominer ?  La composition le laisse penser, l'homme étant occulté en partie à droite, en figure marginale, anonyme, faible face à l'audace de Jordain. Cet homme a pu être Charles Conder, peintre britannique et ami de Lautrec, mort trop jeune, après une vie débridée.

## Analyse
Si un premier coup d'œil suggère une atmosphère transgressive et hédoniste, un examen plus attentif révèle la façon dont la peinture est en fait recouverte d'une mince tension. En fait, la lumière assombrit le visage de la femme, qui ferme ses yeux, et semble avoir un air absent, comme s'il elle était séparée du client. Les deux personnages ont d'ailleurs les regards divergents, et on voit que la Jordain ne laisse aucune place à l'émotion ou à la tendresse. Même son sourire ressemble davantage à une grimace : la représentation, cependant, est dépourvue d'emphase sur le caractère érotique ou d'intention morale, dans la mesure où Toulouse-Lautrec veut simplement raconter une histoire, sans drame, sans exagération, la vie d'une cocotte, dans toute sa spontanéité.